# Stora Källviken
Stora Källviken  är en by väster om sjön Runn och Bergslagsbanan, strax söder om tätorten Falun i Falu Kristine distrikt (Stora Kopparbergs socken) i Falu kommun, Dalarnas län (Dalarna). Bebyggelsen klassades av SCB 2018 som en del av tätorten Falun, och vid avgränsningen 2020 som en separat småort och 2023 åter som en del av tätorten.